# Claudie Bizard
Claudie Bizard est une athlète française, née le 27 mai 1959, adepte de la marche d'ultrafond, deux fois vainqueur des 6 jours de France en 2016 et 2017 et ancienne détentrice du record du monde des 6 jours sur route en marche.

## Biographie
Claudie Bizard est deux fois vainqueur des 6 jours de France en 2016 et 2017 et améliore le record du monde des 6 jours sur route en marche de l'époque avec 624,339 km en 2017 à 58 ans,.

## Records personnels
Statistiques de Claudie Bizard d'après la Deutsche Ultramarathon-Vereinigung (DUV) :
- Marathon : 4 h 17 min 32 s au marathon de Nantes en 2009[5]
- 50 km route : 5 h 42 min 40 s aux 50 km Self-Transcendance de Paris en 2010[6]
- 100 km route : 15 h 10 min 19 s aux 100 km de Millau en 2004
- 24 heures route : 124,246 km aux 24 h de Brive en 2002
- 6 jours route : 624,339 km aux 6 j de France en 2017[7],[3]